# Catedral de la Santísima Virgen María (Bogor)
La Catedral de la Santísima Virgen María o simplemente Catedral de Bogor (en indonesio: Katedral Santa Perawan Maria) es un edificio religioso histórico que se encuentra ubicado en Bogor, Java, en el país asiático de Indonesia.
La antigua iglesia en Buitenzorg (nombre holandés para la zona) en 1894 sirvió tanto protestantes como católicos. La catedral fue construida el año 1905. Durante la época de la Segunda Guerra Mundial en 1945 el templo fue profanado.
Actualmente sirve como la sede de la diócesis de Bogor (Dioecesis Bogorensis) que fue creada en 1961 por la bula Quod Christus del Papa Juan XXII, sigue el rito romano o latino y esta bajo la responsabilidad pastoral del obispo Paskalis Bruno Syukur.